# Eleutherodactylinae
Eleutherodactylinae Lutz, 1954 è una sottofamiglia di anfibi dell'ordine degli Anuri.

## Tassonomia
La sottofamiglia comprende 220 specie raggruppate in 2 generi:
- Diasporus Hedges, Duellman, and Heinicke, 2008 (16 sp.)
- Eleutherodactylus Duméril and Bibron, 1841 (204 sp.)